# Steven Douglas
Steve Douglas (27 settembre 1977) è un ex calciatore scozzese, di ruolo difensore.

## Carriera

### Club
Prima di debuttare in una partita professionistica con la maglia del Portadown, Douglas aveva militato nelle giovanili di Linfield, Larne e dello stesso Portadown. Dal 2003 Douglas gioca con il Linfield.

## Palmarès

### Club

#### Competizioni nazionali
- Mid-Ulster Cup: 1

Portadown: 2002-2003
- Campionato nordirlandese: 7

Linfield: 2003-2004, 2005-2006, 2006-2007, 2007-2008, 2009-2010, 2010-2011, 2011-2012
- Irish Cup: 6

Linfield: 2005-2006, 2006-2007, 2007-2008, 2009-2010, 2010-2011, 2011-2012
- Irish Football League Cup: 2

Linfield: 2005-2006, 2007-2008
- County Antrim Shield: 1

Linfield: 2013-2014

#### Competizioni internazionali
- Setanta Sports Cup: 1

Linfield: 2005